# AKB48
AKB48 (ейкейбі́ фотіейт, яп.: е:ке:бі: фо:тіейто) — японський жіночий поп-гурт з міста Токіо. Гурт був заснований у 2005 році відомим  поетом-піснярем і продюсером Акімото Ясусі. Назва походить від району Токіо Акіхабара (скорочено Акиба), де знаходиться театр групи і першого складу групи з 48 членів.
AKB48 занесена в Книгу рекордів Гіннеса як «найбільша поп-група» у світі. В наш час[коли?] вона складається з п'яти команд: Team A, Team K, Team B, Team 4 та Team 8.  Всього в групі 139 дівчат (за станом на 23 липня 2014 року).
Група дуже популярна в Японії. Останні дев'ять синглів гурту досягли першого місця в щотижневому хіт-параді Oricon.

## Склад

#### Team A
(«Команда А» (яп. チームA, Ті:му Е:))
- Манамі Ітікава (яп. 市川愛美 Ітікава Манамі) (26 серпня 1999 р. у Токіо)
- Анна Іріяма (яп. 入山杏奈 Іріяма Анна) (3 грудня 1995 р. у префектурі Тіба)
- Карен Івата (яп. 岩田華怜 Івата Карен) (13 травня 1998 р. у префектурі Міягі)
- Харука Катаяма (яп. 片山 陽加) (10 травня 1990 в префектурі Айті)
- Ріна Каваей (яп. 川栄李奈 Каваей Ріна) (12 лютого 1995 р. у префектурі Канаґава)
- Нацукі Кодзіма (яп. 小嶋菜月 Кодзіма Нацукі) (8 березня 1995 р. у префектурі Тіба)
- Харуна Кодзіма (яп. 小嶋 陽菜) (19 квітня 1988 в 8 в префектурі Сайт
- Харука Сімадзакі (яп. 島崎遥香 Сімадзакі Харука) (30 березня 1994 р. у префектурі Сайтама)
- Мінамі Такахасі (яп. 高橋みなみ Такахасі Мінамі) (8 квітня 1991 р. у Токіо)
- Кайоко Такіта (яп. 田北香世子 Такіта Кайоко) (13 лютого 1997 р. у префектурі Тіба)
- Макіхо Тацуя (яп. 達家真姫宝 Тацуя Макіхо) (19 жовтня 2001 р. у Токіо)
- Тісато Наката (яп. 中田 ちさと) (8 жовтня 1990 в префектурі Сайтама)
- Тійорі Наканісі (яп. 中西智代梨 Наканісі Тійорі) (12 травня 1995 р. у префектурі Фукуока)
- Маріко Накамура (яп. 中村麻里子 Накамура Маріко) (16 грудня 1993 у префектурі Тіба)
- Рена Нісіяма (яп. 西山怜那 Нісіяма Рена) (14 січня 2001 р. у префектурі Аоморі)
- Нана Фудзіта (яп. 藤田奈那 Фудзіта Нана) (28 грудня 1996 р. у Токіо)
- Нао Фурухата (яп. 古畑奈和 Фурухата Нао) (15 вересня 1996 р. у префектурі Айті)
- Амі Маеда (яп. 前田亜美 Маеда Амі) (1 червня 1995 р. у Токіо)
- Сакіко Мацуі (яп. 松井咲子 Мацуі Сакіко) (10 грудня 1990 р. у префектурі Сайтама)
- Сакура Міявакі (яп. 宮脇咲良 Міявакі Сакура) (19 березня 1998 р. у префектурі Кагосіма)
- Тому Муто (яп. 武藤十夢 Муто: То:му) (25 листопада 1994 р. у Токіо)
- Аяка Морікава (яп. 森川彩香 Морікава Аяка) (24 березня 1996 р. у префектурі Сайтама)
- Фуко Ягура (яп. 矢倉楓子 Ягура Фу:ко) (24 лютого 1997 р. у Осаці)

#### Team K
(«Команда К» (яп. チームK, Ті:му Ке:))
- Мое Айґаса (яп. 相笠萌 Айґаса Мое) (6 квітня 1998 р. у префектурі Канаґава)
- Маріа Абе (яп. 阿部マリア Абе Маріа) (29 листопада 1995 р. у Кіото)
- Харука Ісіда (яп. 石田晴香 Ісіда Харука) (2 грудня 1993 р. у префектурі Сайтама)
- Місакі Іваса (яп. 岩佐美咲 Іваса Місакі) (30 січня 1995 р. у префектурі Тіба)
- Маюмі Утіда (яп. 内田眞由美 Утіда Маюмі) (27 грудня 1993 р. у Токіо)
- Ріе Кітахара (яп. 北原里英 Кітахара Ріе) (24 червня 1991 р. у префектурі Айті)
- Мако Кодзіма (яп. 小嶋真子 Кодзіма Мако) (30 травня 1997 р. у Токіо)
- Харука Кодама (яп. 兒玉遥 Кодама Харука) (19 вересня 1996 р. у префектурі Фукуока)
- Кана Кобаясі (яп. 小林香菜 Кобаясі Кана) (17 травня 1991 р. у префектурі Сайтама)
- Мое Гото (яп. 後藤萌咲 Ґото: Мое) (20 травня 2001 р. у префектурі Айті)
- Харука Сімада (яп. 島田晴香 Сімада Харука) (16 грудня 1992 р. у префектурі Сідзуока)
- Хінана Сімоґуті (яп. 下口ひなな Сімоґуті Хінана) (19 липня 2001 р. у префектурі Тіба)
- Сіхорі Судзукі (яп. 鈴木紫帆里 Судзукі Сіхорі) (17 лютого 1994 р. у префектурі Канаґава)
- Марія Судзукі (яп. 鈴木まりや Судзукі Марія) (29 квітня 1991 р. у префектурі Сайтама)
- Юка Тано (яп. 田野優花 Тано: Ю:ка) (7 березня 1997 р. у Токіо)
- Марія Наґао (яп. 永尾まりや Наґао Марія) (10 березня 1994 р. у префектурі Канаґава)
- Дзюріна Мацуі (яп. 松井珠理奈 Мацуі Дзюріна) (8 березня 1997 р. у префектурі Айті)
- Міхо Міядзакі (яп. 宮崎美穂 Міядзакі Міхо) (30 липня 1993 р. у Токіо)
- Саяка Ямамото (яп. 山本彩 Ямамото Саяка) (14 липня 1993 р. у Осаці)
- Амі Юмото (яп. 湯本亜美 Юмото Амі) (3 жовтня 1997 р. у префектурі Сайтама)
- Юі Йокояма (яп. 横山由依 Йокояма Юі) (8 грудня 1992 р. у Кіото)

#### Team B
(«Команда B» (яп. チームB, Ті:му Бі:))
- Ріна Ікома (яп. 生駒里奈 Ікома Ріна) (29 грудня 1995 р. у префектурі Акіта)
- Ріна Ідзута (яп. 伊豆田莉奈 Ідзута Ріна) (26 листопада 1995 р. у префектурі Сайтама)
- Нацукі Утіяма (яп. 内山奈月 Утіяма Нацукі) (25 вересня 1995 р. у префектурі Канаґава)
- Аяно Умета (яп. 梅田綾乃 Умета Аяно) (20 березня 1999 р. у Токіо)
- Рьока Осіма (яп. 大島涼花 О:сіма Рьо:ка) (21 жовтня 1998 р. у префектурі Канаґава)
- Сідзука Оя (яп. 大家志津香 О:я Сідзука) (28 грудня 1991 р. у префектурі Фукуока)
- Нана Овада (яп. 大和田南那 О:вада Нана) (15 вересня 1999 р. у префектурі Тіба)
- Маю Оґасавара (яп. 小笠原茉由 Оґасавара Маю) (11 квітня 1994 р. у Осаці)
- Юкі Касіваґі (яп. 柏木由紀 Касіваґі  Юкі) (15 липня 1991 р. у префектурі Каґосіма)
- Сая Кавамото (яп. 川本紗矢 Кавамото Сая) (31 серпня 1998 р. у префектурі Хоккайдо)
- Асука Курамоті (яп. 倉持明日香 Курамоті Асука) (11 вересня 1989 р. у префектурі Канаґава)
- Акі Такадзьо (яп. 高城亜樹 Такадзьо Акі) (3 жовтня 1991 р. у Токіо)
- Дзюрі Такахасі (яп. 高橋朱里 Такахасі Дзюрі) (3 жовтня 1997 р. у префектурі Ібаракі)
- Мію Такеуті (яп. 竹内美宥 Такеуті Мію) (12 січня 1996 р. у Токіо)
- Міку Танабе (яп. 田名部生来 Танабе Міку) (2 грудня 1992 р. у префектурі Сіґа)
- Міо Томонаґа (яп.яп. 朝長美桜 Томонаґа Міо) (17 травня 1998 р. у префектурі Фукуока)
- Вакана Наторі (яп. 名取稚菜 Наторі Вакана) (7 червня 1995 р. у Токіо)
- Рена Нодзава (яп.яп. 野澤玲奈 Нодзава Рена) (6 травня 1998 р. у Токіо)
- Хікарі Хасімото (яп. 橋本耀 Хасімото Хікарі) (17 червня 1997 р. у префектурі Канаґава)
- Ріна Хірата (яп. 平田梨奈 Хірата Ріна) (16 липня 1998 р. у префектурі Фукуока)
- Сейна Фукуока (яп. 福岡聖菜 Фукуока Сейна) (1 серпня 2001 р. у префектурі Канаґава)
- Аері Йокосіма (яп. 横島亜衿 Йокосіма Аері) (17 грудня 1999 р. у префектурі Айті)
- Маю Ватанабе (яп. 渡辺麻友 Ватанабе Маю:) (26 березня 1994 р. у префектурі Сайтама)

#### Team 4
(«Команда 4» (яп. チーム4, Ті:му Фо:))
- Сахо Іватате (яп.яп. 岩立沙穂 Іватате Сахо:) (4 жовтня 1994 р. у префектурі Канаґава)
- Ріо Окава (яп. 大川莉央 О:кава Ріо:) (1 березня 2001 р. у Токіо)
- Мію Оморі (яп. 大森美優 О:морі Мію:) (3 вересня 1998 р. у префектурі Канаґава)
- Аяка Окада (яп. 岡田彩花 Окада Аяка) (6 листопада 1998 р. у Токіо)
- Нана Окада (яп. 岡田奈々 Окада Нана) (7 листопада 1997 р. у префектурі Канаґава)
- Рена Като (яп. 加藤玲奈 Като: Рена) (10 липня 1997 р. у префектурі Тіба)
- Юріа Кідзакі (яп. 木﨑ゆりあ Кідзакі Юріа) (11 лютого 1996 р. у префектурі Айті)
- Сакі Кітадзава (яп. 北澤早紀 Кітадзава Сакі) (5 червня 1997 р. у префектурі Айті)
- Ріхо Котані (яп. 小谷里歩 Котані Ріхо:) (24 серпня 1994 р. у Кіото)
- Маріна Кобаясі (яп. 小林茉里奈 Кобаясі Маріна) (24 лютого 1996 р. у Токіо)
- Харука Коміяма (яп. 込山榛香 Коміяма Харука) (12 вересня 1998 р. у префектурі Тіба)
- Юкарі Сасакі (яп. 佐々木優佳里 Сасакі Ю:карі) (28 серпня 1995 р. у префектурі Сайтама)
- Кіара Сато (яп. 佐藤妃星 Сато: Кіара) (11 серпня 2000 р. у префектурі Тіба)
- Аяна Сіноздакі (яп. 篠崎彩奈 Сінодзакі Аяна) (8 січня 1996 р. у префектурі Сайтама)
- Мідзукі Цутіясу (яп. 土保瑞希 Цутіясу Мідзукі) (5 жовтня 1996 р. у Осаці)
- Мікі Нісіно (яп. 西野未姫 Нісіно Мікі) (4 квітня 1999 р. у префектурі Сідзуока)
- Міцукі Маеда (яп. 前田美月 Маеда Міцукі) (5 жовтня 1998 р. у Токіо)
- Мінамі Мінеґісі (яп. 峯岸みなみ Мінеґісі Мінамі) (15 листопада1992 р. у Токіо)
- Міон Мукаіті (яп. 向井地美音 Мукаіті Міон) (29 січня 1998 р. у префектурі Сайтама)
- Юйрі Мураяма (яп. 村山彩希 Мураяма Юйрі) (15 червня 1997 р. у префектурі Канаґава)
- Сінобу Моґі (яп. 茂木忍 Моґі Сінобу) (16 лютого 1997 р. у префектурі Тіба)

### Офіційний канал на YouTube
- AKB48 на YouTube

#### Відеокліпи
- AKB48 «Oogoe Diamond» [Архівовано 25 травня 2012 у Wayback Machine.] (10-й сингл)
- AKB48 «10nen Zakura» [Архівовано 2 червня 2012 у Wayback Machine.] (11-й сингл)
- AKB48 «Namida Surprise!» [Архівовано 5 червня 2012 у Wayback Machine.] (12-й сингл)
- AKB48 «Iiwake Maybe» [Архівовано 10 червня 2012 у Wayback Machine.] (13-й сингл)
  - AKB48 (Undergirls) «Tobenai Agehachou» [Архівовано 27 листопада 2012 у Wayback Machine.]
- AKB48 «RIVER» [Архівовано 28 червня 2012 у Wayback Machine.] (14-й сингл)
  - AKB48 (Undergirls) «Kimi no Koto Suki Dakara» [Архівовано 16 березня 2012 у Wayback Machine.]
  - AKB48 (Theatre Girls) «Hikoukigumo (Theater Girls ver.)» [Архівовано 4 серпня 2011 у Wayback Machine.]
- AKB48 «Sakura no Shiori» [Архівовано 10 вересня 2012 у Wayback Machine.] (15-й сингл)
  - AKB48 «Majisuka Rock 'n' Roll» [Архівовано 11 жовтня 2012 у Wayback Machine.]
  - AKB48 (Team PB) «Enkyori Poster» [Архівовано 7 серпня 2011 у Wayback Machine.]
  - AKB48 (Team YJ) «Choose me!» [Архівовано 20 вересня 2011 у Wayback Machine.]
- AKB48 «Ponytail to Chouchou» [Архівовано 23 травня 2021 у Wayback Machine.] (16-й сингл)
  - AKB48 (Undergirls) «Nusumareta Kuchibiru» [Архівовано 29 березня 2012 у Wayback Machine.]
  - AKB48 (Theater Girls) «Boku no YELL» [Архівовано 3 лютого 2012 у Wayback Machine.]
  - AKB48 «Majijo Teppen Blues» [Архівовано 6 липня 2012 у Wayback Machine.]
- AKB48 «Heavy Rotation» [Архівовано 11 січня 2021 у Wayback Machine.] (17-й сингл)
  - AKB48 (Undergirls) «Namida no Seesaw Game» [Архівовано 4 березня 2013 у Wayback Machine.]
  - AKB48 (Yasai Sisters) «Yasai Sisters» [Архівовано 20 квітня 2012 у Wayback Machine.]
  - AKB48 «Lucky Seven» [Архівовано 16 червня 2011 у Wayback Machine.]
- AKB48 «Beginner» [Архівовано 20 липня 2012 у Wayback Machine.] (18-й сингл)
- AKB48 «Chance no Junban» [Архівовано 23 березня 2012 у Wayback Machine.] (19-й сингл)
- AKB48 «Sakura no Ki ni Narou» [Архівовано 25 січня 2012 у Wayback Machine.] (20-й сингл)
- AKB48 «Everyday, Kachuusha» («Everyday, катюша») [Архівовано 28 квітня 2022 у Wayback Machine.] (21-й сингл)
  - AKB48 «Kore Kara Wonderland» (прев'ю) [Архівовано 30 липня 2011 у Wayback Machine.]
- AKB48 «Flying Get» (превью) [Архівовано 27 вересня 2011 у Wayback Machine.] (22-й сингл)
  - AKB48 (Undergirls) «Dakishimecha Ikenai» (прев'ю) [Архівовано 20 лютого 2013 у Wayback Machine.]
  - AKB48 «Flying Get» (Dancing Version) [Архівовано 25 травня 2012 у Wayback Machine.]
- AKB48 «Kaze wa Fuiteiru» (DANCE! DANCE! DANCE! ver.) [Архівовано 13 липня 2012 у Wayback Machine.] (23-й сингл)
  - AKB48 (Undergirls) «Kimi no Senaka» (прев'ю) [Архівовано 12 листопада 2011 у Wayback Machine.]
- AKB48 «Ue kara Mariko» [Архівовано 6 квітня 2012 у Wayback Machine.] (24-й сингл)
  - AKB48 «Noël no Yoru» (прев'ю) [Архівовано 28 січня 2012 у Wayback Machine.]
- AKB48 «GIVE ME FIVE!» [Архівовано 23 травня 2012 у Wayback Machine.] (25-й сингл)
  - AKB48 «Sweet & Bitter» (прев'ю) [Архівовано 18 лютого 2012 у Wayback Machine.]
- AKB48 «Manatsu no Sounds Good!» (прев'ю) [Архівовано 22 червня 2012 у Wayback Machine.] (26-й сингл)
  - AKB48 «Gugutasu no Sora» (прев'ю) [Архівовано 11 лютого 2013 у Wayback Machine.]

| Валторна | Це незавершена стаття про музичний колектив. Ви можете допомогти проєкту, виправивши або дописавши її. |